# Barry X Ball
Barry X Ball est un artiste contemporain né en 1955 à Pasadena, en Californie, aux États-Unis.
Dans le cadre de la Biennale de Venise, il fait l'objet d'une exposition personnelle à Ca' Rezzonico à Venise jusqu'à septembre 2011.

## Expositions personnelles
- 2014 		Porto Cervo, Italie. Louise Alexander Gallery [1]
- 2019 		New York, Mnuchin Gallery
- 2020 		Dallas, Texas. Nasher Sculpture Center[2]

## Articles de Presse
- 2011            '''Le Figaro''', Valérie Duponchelle, <<La Bienalle de Venise, vite fait, bien fait>>, 6 juin de 2011
- 2010            ARTS LIBRE(Belgique), Sans Titre, 15/10/2010
- 2010            Financial Times, Georgina Adam “Cour de force“, 23-24/10/2010
- 2010            L’œil, Spécial FIAC 2010, 10/2010
- 2010            BeauxArts, Isabelle de Wavrin “Fiac 2010 : Paris talonne Bâle“, 12/2010